# 圣让莱尔姆
圣让莱尔姆（法語：Saint-Jean-Lherm，法語發音：[sɛ̃ ʒɑ̃ lɛʁm]）是法国上加龙省的一个市镇，属于图卢兹区。

## 地理
圣让莱尔姆（43°42'13"N, 1°36'36"E）面积7.92 平方千米，位于法国奧克西塔尼大區上加龙省，该省份为法国西南部内陆省份，西南端与西班牙接壤，自此顺时针与上比利牛斯省、热尔省、塔恩-加龙省、塔恩省、奥德省和阿列日省接壤。
与圣让莱尔姆接壤的市镇（或旧市镇、城区）包括：蒙塔斯特吕克-拉孔塞耶尔、邦勒波里凯、格拉尼亚格、蒙皮托勒、韦尔费伊。

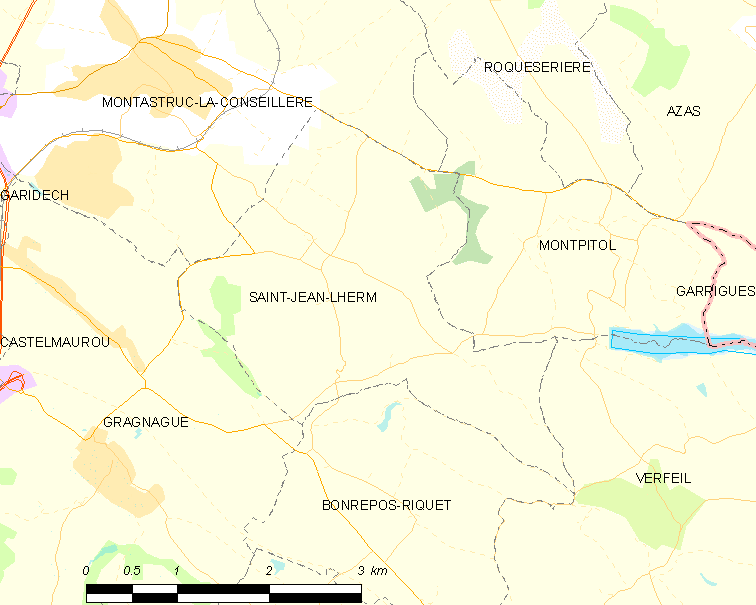
圣让莱尔姆的OSM定位图

圣让莱尔姆的时区为UTC+01:00、UTC+02:00（夏令时）。

## 行政
圣让莱尔姆的邮政编码为31380，INSEE市镇编码为31489。

## 政治
圣让莱尔姆所属的省级选区为佩什博尼约县。

## 人口

1962-2008年间圣让莱尔姆人口变化图示

圣让莱尔姆于2022年1月1日时的人口数量为430人。